# Роккетта Маттеи
Роккетта Маттеи (итал. La Rocchetta Mattei — «цитадель Маттеи») — замок в Италии, построенный во второй половине XIX века, в котором эклектично сочетаются разные стили, от средневекового до мавританского; расположен на Тосканско-Эмилийских Апеннинах, на холме высотой 407 метров над уровнем моря, в местности Савиньяно, в муниципалитете Гриццана-Моранди, близ города Болонья, Эмилия-Романья.
Ла Роккетта была домом экстравагантного графа Чезаре Маттеи, известного литератора, политика и врача-самоучки, основателя электромеопатии, практики, основанной на гомеопатии. Фёдор Достоевский цитирует графа в романе «Братья Карамазовы», когда он заставляет чёрта рассказать, что ему удалось исцелиться от страшного ревматизма благодаря книге и каплям графа Маттеи.

## История
Прежде чем выбрать место для строительства своего замка, Чезаре Маттеи посетил несколько регионов. Выбранное место имело много преимуществ: изолированность скалистого возвышения, образующего гигантский природный постамент, расположение на слиянии рек Лиментра и Рено, в долинах которых доминирует эта скала. Романтический замок Маттеи возведён на руинах предыдущей крепости, принадлежавшей императорам Фридриху Барбароссе и Оттону IV и являвшегося доменом графини Матильды Каносской, опекуном которой был вассал Ланфранко да Савиньяно. Необходимость защищать переправу через Рейн сделала этот замок драгоценным для правителей того времени; под властью болонцев была создана более развитая оборонительная линия, крепость пришла в негодность и была разрушена в 1293 году.
Замок пережил различные этапы строительства с многочисленными дополнениями и модификациями. 5 ноября 1850 года был заложен фундамент Роккетты, и уже в 1859 году крепость была признана пригодной для проживания настолько, что Чезаре Маттеи больше никогда её не покидал. Внутри Роккетты граф вёл жизнь средневекового кастеляна (смотрителя замка).
В замке останавливались известные люди, приезжавшие со всех концов света, чтобы пройти лечение у графа Маттеи. Гостями Роккетты были король Людвиг III Баварский и император Александр II; в 1925 году дом графа официально посетил принц Пьемонтский.
Во время Второй мировой войны немецкие войска настолько повредили внутреннюю часть здания, что в конце войны последний наследник Ирис Бориани, не имея возможности продать Роккетту, предложил её бесплатно муниципалитету Болоньи, но пожертвование не было принято. В 1959 году Роккетта была приобретена Примо Стефанелли, который превратил одно из небольших зданий крепости, уже использовавшееся в качестве охотничьего домика, в уютный отель с рестораном, из которого можно попасть в прилегающий тенистый парк, настоящий оазис тишины и безмятежности. Стефанелли поставил перед собой цель устранить повреждения, вернуть замок в его начальное состояние и сделать его туристическим центром. В 1989 году Стефанелли умер, и ситуация ухудшилась; из-за различных проблем Роккетта была закрыта для посещения.
В 1997 году был создан комитет по защите замка, который, казалось, был обречён на разрушение. В 2000 году в близлежащем городке Риоле ди Вергато на улице Национале 117, в штаб-квартире Комитета «Архив музея Чезаре Маттеи», был открыт музей, который продолжает и сегодня собирать исторические материалы, посвящённые графу Чезаре Маттеи, Роккетте Маттеи и электрогомеопатии. В 2006 году «Фонд банка Риспармио» (Fondazione della Cassa di Risparmio) в Болонье после завершения реставрационных работ объявил о приобретении Роккетты. Замок был открыт для публики 9 августа 2015 года.

## Архитектура
Преобладающий стиль в архитектуре замка — неомавританский, к которому добавляются различные элементы вплоть до современной итальянской архитектуры. Над главным входом имеется надпись: «Граф Чезаре Маттеи на руинах древней крепости построил этот замок, в котором прожил двадцать пять лет. Благодетель бедных, усердный исследователь лечебных свойств трав, за эту науку он был известен в Европе и больные искали его помощи. Марио Вентуроли Маттеи завершил строительство и по своей клятве на десятом году после его смерти он принёс сюда его прах с любовью и благодарностью сына 3 апреля 1906 года».
Удобная лестница ведёт в вестибюль замка. Гиппогриф «охраняет» вход, через который можно попасть во двор, высеченный в скале. Два гнома подобно кариатидам поддерживают косяк двери напротив. Монолитная чаша, занимающая центр двора, происходит из приходской церкви Верзуно, где она служила для крещения. Дверь ведёт на лестницу, а затем на великолепную лоджию «в восточном стиле», известную как Лоджия Каролина (Loggia Carolina). Лестница башни ведёт через разводной мост в небольшую комнату с маленькими окнами и сталактитовым потолком, которая была спальней графа Маттеи и в которой до настоящего времени сохранилась оригинальная мебель, принадлежавшая графу. Почти напротив находится «лестница видений» (la scala delle visioni), где аллегорическая фигура фантазии в росписи свода представляет новую гомеопатическую науку, побеждающую старую медицину.
Лестница ведёт в «английскую комнату» на вершине главной башни. Из Лоджии Каролины можно попасть в «белую комнату» и «турецкую комнату». Возле небольшого участка обнажённой скалы, утёса и балкона находится «Львиный двор» (il cortile dei Leoni), самая удачная часть всего здания, воспроизводящая двор Альгамбры в Гранаде. В стороне от «Львиного двора» находится вход в нечто вроде огромного хора, откуда открывается вид на внутреннюю часть замковой церкви. Останки Чезаре Маттеи находятся в ковчеге, покрытом цветной майоликой. На ковчеге нет имени, а только надпись: «Anima requiescat in manu dei» (Пусть душа упокоится в руке Божией).
Пройдя ещё раз через Двор львов, можно попасть в Зал мира, названный так в честь победоносного окончания Великой войны, а затем и в Музыкальную комнату в церкви, имитирующую Собор Кордовы. Рядом с церковью находится Зал девяностолетних, названный так потому, что граф Маттеи хотел устроить там банкет для людей, достигших возраста в девяносто лет. Но граф скончался раньше времени, так и не увидев готовую комнату, которую закончил его приёмный сын Марио Вентуроли Маттеи. Основной корпус венчают различные второстепенные постройки, когда-то предназначавшиеся для служебных помещений, а теперь превращённые в виллы.
- Общий вид
- Вход в замок
- Двор львов
- Своды капеллы
- Зал девяностолетних